# Euphorbia luteoviridis
Euphorbia luteoviridis är en törelväxtart som beskrevs av David Geoffrey Long. Euphorbia luteoviridis ingår i släktet törlar, och familjen törelväxter. Inga underarter finns listade i Catalogue of Life.